# Alexandru T. Balaban
Alexandru T. Balaban (Temesvár, 1931. április 2. –) román kémikus, matematikus, a kémiai tudomány doktora, a Magyar Tudományos Akadémia tiszteleti tagja. Fő kutatási területe a szerves kémia, azon belül a reakciómechanizmusok és a vegyületek vizsgálata. Számottevő eredményeket ért el a matematikai eljárások (gráfelmélet, topológia) kémiai alkalmazása terén.
Teodor S. Balaban (1958) vegyészmérnök apja.

## Életútja
1941-től 1949-ig Bukarestben, illetve Petrozsényban végezte középiskolai tanulmányait. 1949 és 1953 között a Bukaresti Műszaki Egyetem (UPB) vegyészmérnöki karának hallgatója volt. 1953–1956-ban az UPB doktori iskolájában képezte tovább magát, majd 1956–1957-ben radiokémiai tanulmányokat folytatott. Még 1956-ban kinevezték az UPB szerves kémiai tanszékének tanársegédjévé, ahol 1974-től 1999-ig egyetemi tanári címmel oktatott, 1965–1966-ban pedig az általános kémiai tanszéken is előadott. Costin D. Neniţescu irányításával elkészült kandidátusi értekezését 1959-ben védte meg, 1974-ben pedig a kémiai tudomány doktora lett.
Ezzel egyidejűleg a bukarest-magurelei Atomfizikai Kutatóintézetben 1961-ben kezdte meg működését az általa szervezett izotóplaboratórium, amelynek 1974-ig első igazgatója volt. 1967 és 1970 között bukaresti katedráját időlegesen elhagyva a bécsi székhelyű Nemzetközi Atomenergia-ügynökség ösztöndíjas kutatója volt. 1970 és 2000 között az UPB-n működő általános és szerves kémiai doktori iskolát vezette. 2000 óta a galvestoni Texas A&M Egyetem kémiaprofesszora.
Pályája során több külföldi egyetemen, így a Braunschweigi Műszaki Egyetemen (1973), a Lipcsei Egyetemen (1989–1990), a Virginiai Commonwealth Egyetemen (1991), a Harvard Orvostudományi Főiskolán (1995), valamint a párizsi École normale supérieure-ben (1996) is megfordult vendégprofesszorként.

## Munkássága
A szerves kémián belül fő kutatási területe a reakciómechanizmusok vizsgálata, a különféle sóvegyületek és a szabad gyökök kémiája. Új szintézist dolgozott ki a piriliumsók előállítására (Balaban–Nenițescu–Praill-reakció), a piriliumvegyületek kémiájáról 1982-ben monográfiát állított össze. Behatóan foglalkozott bórvegyületekkel és izotóppal jelzett vegyületekkel, nitrogén-szabadgyökökkel, nitrogén-oxid-donorokkal, vizsgálta az aromaticitás és a vegyérték-izoméria egyes kérdéseit.
Jelentősek a matematikai kémia terén elért elméleti eredményei: a gráfelmélet kémiai alkalmazásával új gráfokat vezetett be a policiklusos aromás szénhidrogének nómenklatúrájának felállítására, egyebek mellett nevéhez fűződik a 10 és 11 girthparaméterű cage felismerése (Balaban-cage). A gyógyszervegyészetben alkalmazható topológiai mutatókat, molekuladeszkriptorokat dolgozott ki a vegyületek molekuláris modellezésére (ezek egyikét Balaban-mutatónak hívják). Többek között fullerénizomerek, szén nanocsövek osztályozását is megoldotta topológiai invariánsok segítségével.
Pályája során mintegy tíz szakfolyóirat szerkesztőbizottsági tagja volt, könyvei mellett hétszáz tanulmánya jelent meg.

### Társasági tagságai és elismerései
A Román Akadémia 1963-ban levelező, 1990-ben rendes tagjai sorába választotta, 1995 és 1998 között pedig az akadémia alelnöki feladatait is ellátta. 1993 óta tagja a Román Műszaki Tudományi Akadémiának, 2001-ben pedig a Magyar Tudományos Akadémia tiszteleti tagja lett. Mindezek mellett 1983 óta tagja az Elméleti és Szerveskémikusok Nemzetközi Szövetségének (IUPAC), 1997-től a salzburgi székhelyű Európai Tudományos és Művészeti Akadémiának, 2005 és 2007 között pedig elsőként töltötte be a Nemzetközi Matematikai Kémiai Akadémia (IAMC) elnöki tisztét.
1962-ben a Román Akadémia Nicolae Teclu-díjával, 1966-ban a román Tudományos Érdeméremmel, 1994-ben az Amerikai Kémiai Társaság Herman Skolnik-díjával, 2007-ben pedig Costin D. Nenițescu-emlékéremmel tüntették ki. 1997-ben a Temesvári Műszaki Egyetem díszdoktorává avatták, 1999-ben pedig Petrozsény díszpolgára lett.

### Főbb művei
- Steric fit in quantitative structure-activity relations. Berlin; New York. 1980
- Metateza olefinelor și polimerizarea prin deschidere de inel a cicloolefinelor. București. 1981 (társszerzőkkel)
- Pyrylium salts: Syntheses, reactions, and physical properties. New York. 1982
- Labelled compounds and radiopharmaceuticals applied in nuclear medicine. București; New York. 1986
- Annulenes, benzo-, hetero-, homo-derivatives and their valence isomers. Boca Raton. 1987 (társszerzőkkel)
- Fotostabilizarea polimerilor cu amine împiedicate steric. București. 1990 (társszerzőkkel)
- C.D. Nenițescu: Viața și opera. București. 1995 (Mircea D. Banciuval)
- Topological indices and related descriptors in QSAR and QSPR. Amsterdam. 1999 (James Devillersszel)